# Fraxinus excelsior
Fraxinus excelsior é uma espécie de árvores da família das Oleaceae, conhecida pelo nome comum de freixo, , também vulgarmente como freixo-de-folha-estreita ou freixo-comum. É uma árvore de solos frescos e profundos, de porte médio, que pode atingir cerca de 25 metros de altura. A casca tem sulcos profundos, verticais e é castanha escura acinzentada. É caducifólia e as folhas são verdes. As flores, que não têm cálice nem corola, são em cachos, pendentes e surgem antes do aparecimento das folhas.
É uma árvore bastante robusta e resistente, de rápido crescimento, e que pode viver até aos 200 anos de idade.
A floração ocorre entre janeiro e abril e as flores nuas podem apresentar tons verdes ou vermelhos.
São mais de vinte as povoações portuguesas cuja toponímia está relacionada com o freixo. Freixo de Espada à Cinta, Freixo de Numão, Freixial, Freixianda, Freixieiro, são alguns desses exemplos.

## Etimologia

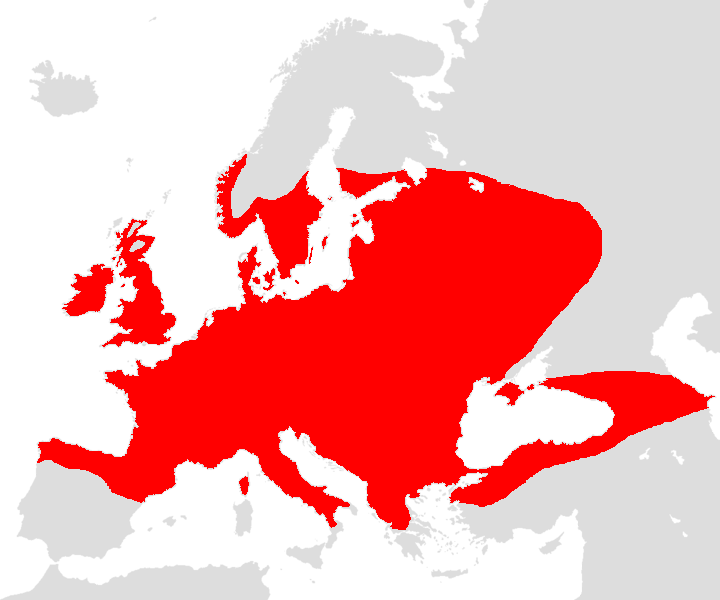
Distribuição natural do freixo

"Freixo" veio do termo latino fraxinus , e pela herança greco-latina deriva de “fraxus” que significa sebe – árvore adequada para formar sebes.

## Uso medicinal
As folhas podem ser utilizadas em forma de chá, com muito bom gosto ao paladar e que é muito diurético, pode combater os sintomas da gota e do reumatismo, assim como é utilizada para auxiliar nos problemas de obstipação e regular o colesterol. A casca é utilizada para combater a febre e pode auxiliar na cicatrização de feridas.

## Uso na música
A madeira é dura, densa, pesada, porosa, de som estridente. É muito rica em agudos. Foi usada nas primeiras guitarras modelo Stratocaster e Telecaster. Atualmente é usado nos modelos mais caros da Fender. Utilizada em guitarras por Albert Collins e Buddy Guy, entre outros.

## Outros usos
Um freixo dourado é utilizado como componente do brasão da cidade alemã de Aschau (Mühldorf) (Aschau am Inn) e um freixo verde no brasão da cidade de Aschau (Rosenheim) (Aschau im Chiemgau), ambas situadas na região da Alta Baviera, no estado da Baviera.

Freixo dourado no brasão de Aschau (Mühldorf)

Freixo verde no brasão de Aschau (Rosenheim)

## Galeria de Fotos

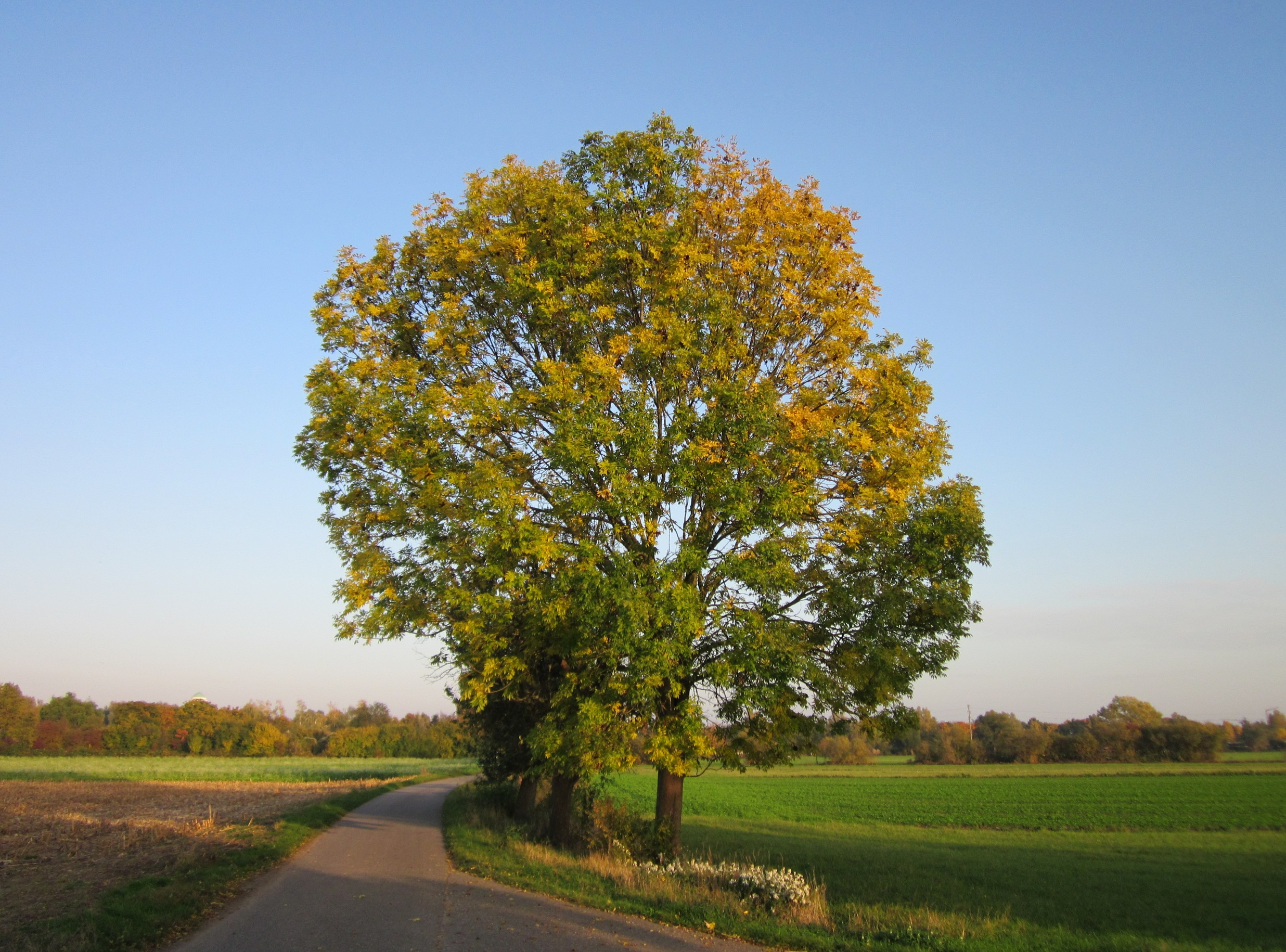
Árvore do freixo
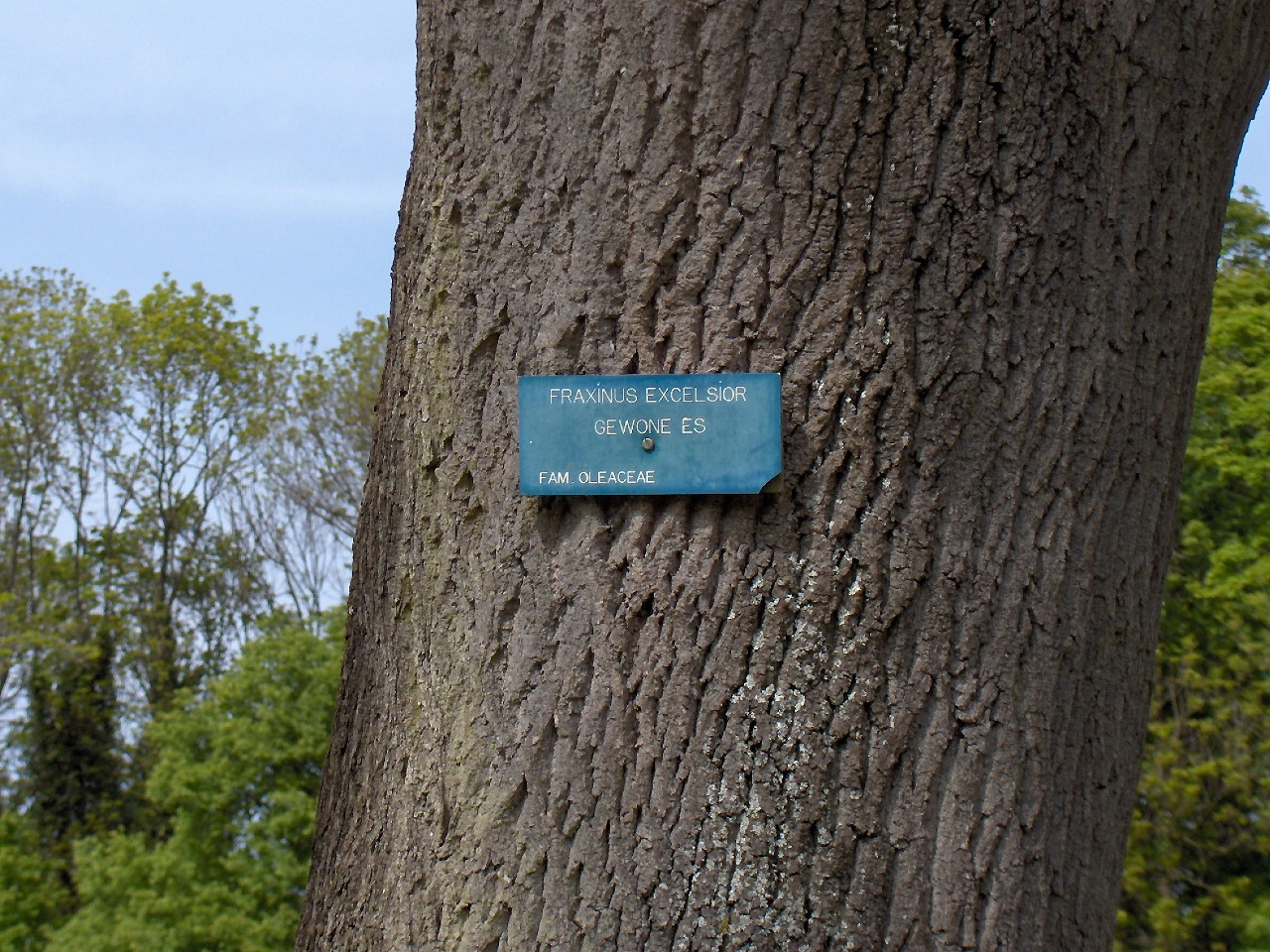
Casca
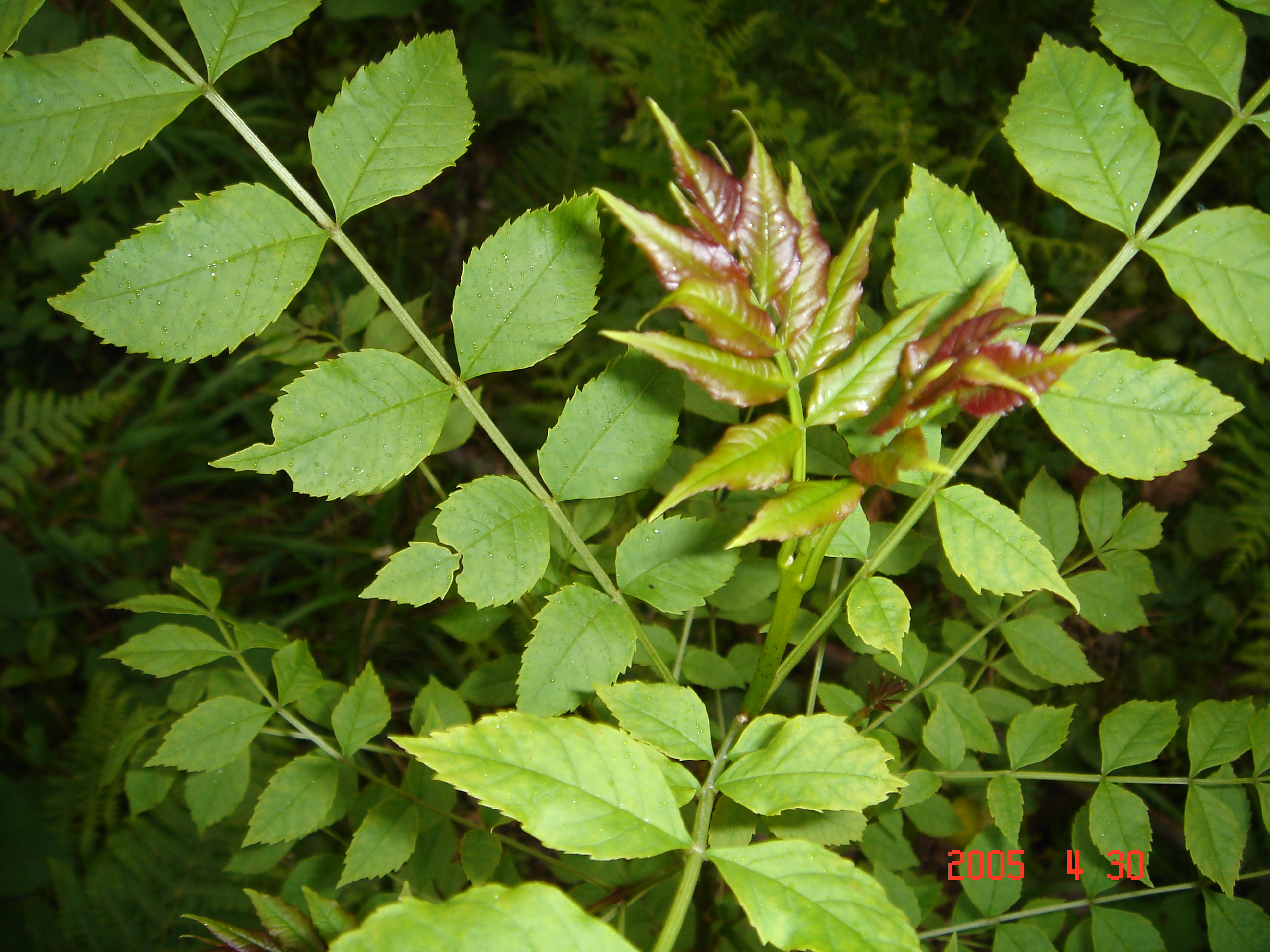
Folhas
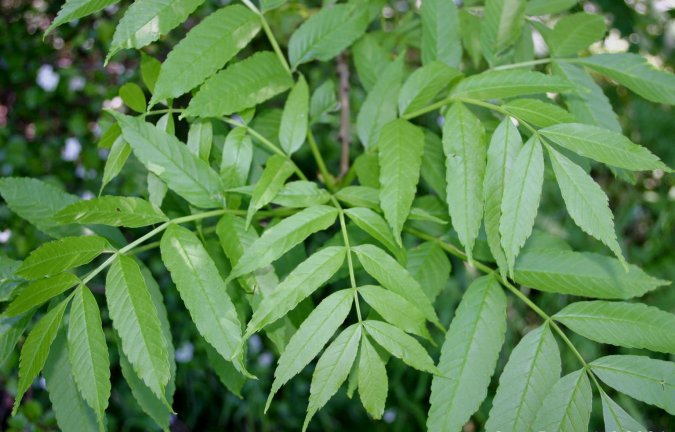
Folhagem do freixo
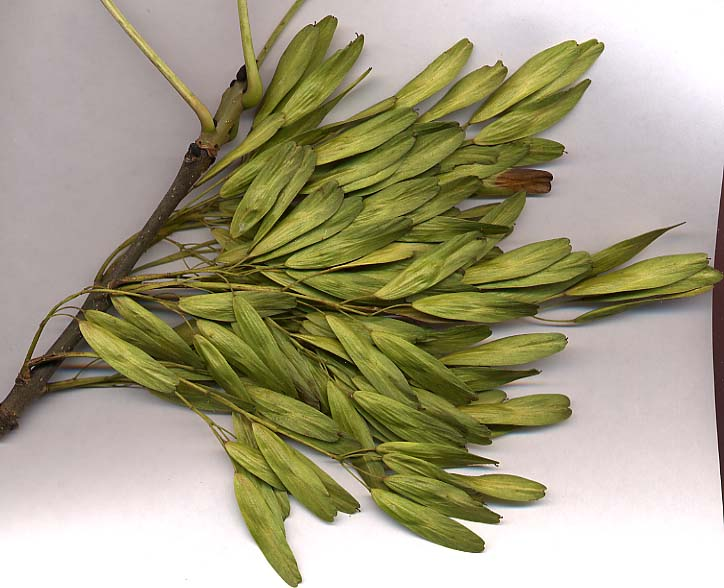
Frutos
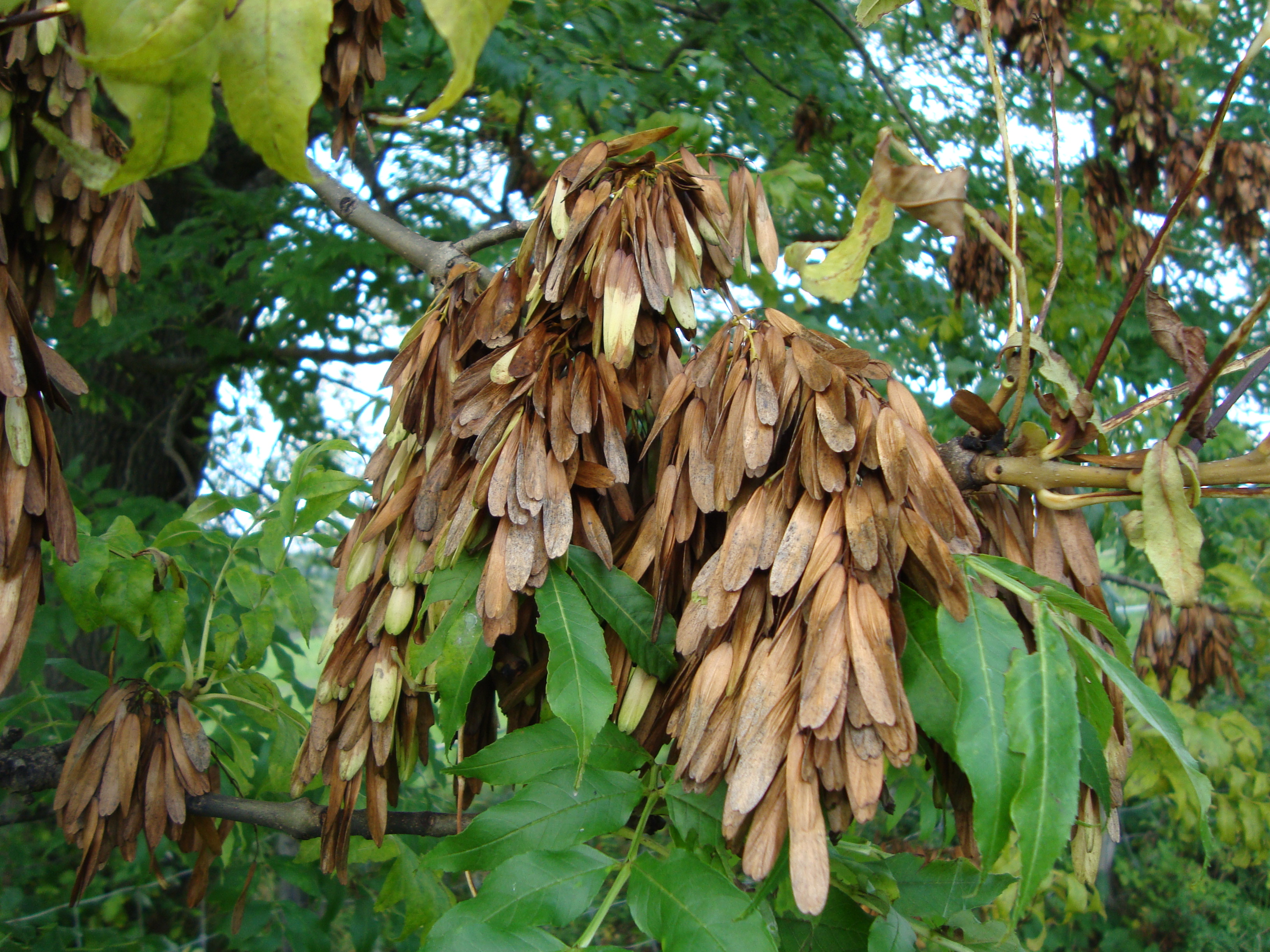
Frutos do freixo numa árvore
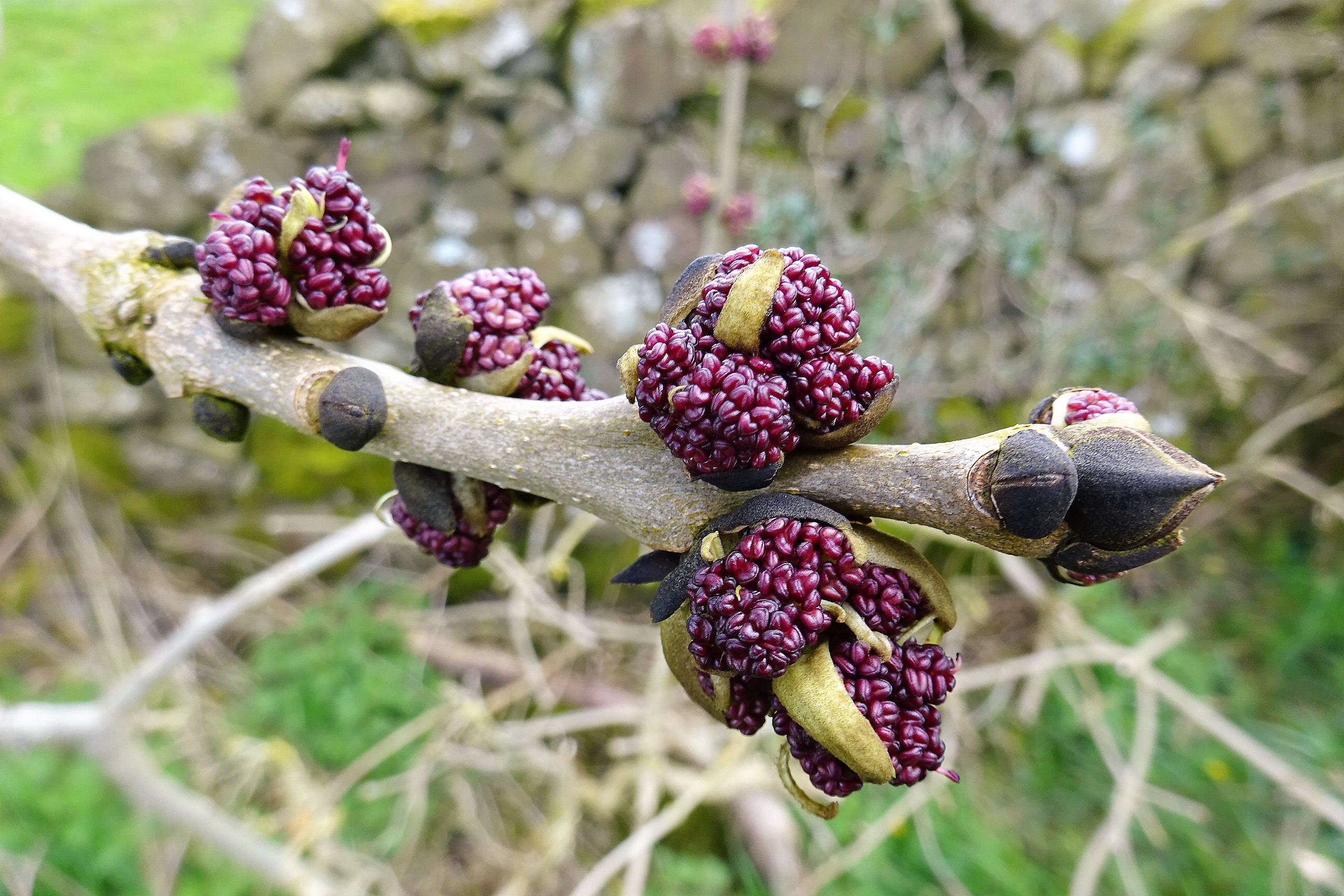
Início da floração do freixo
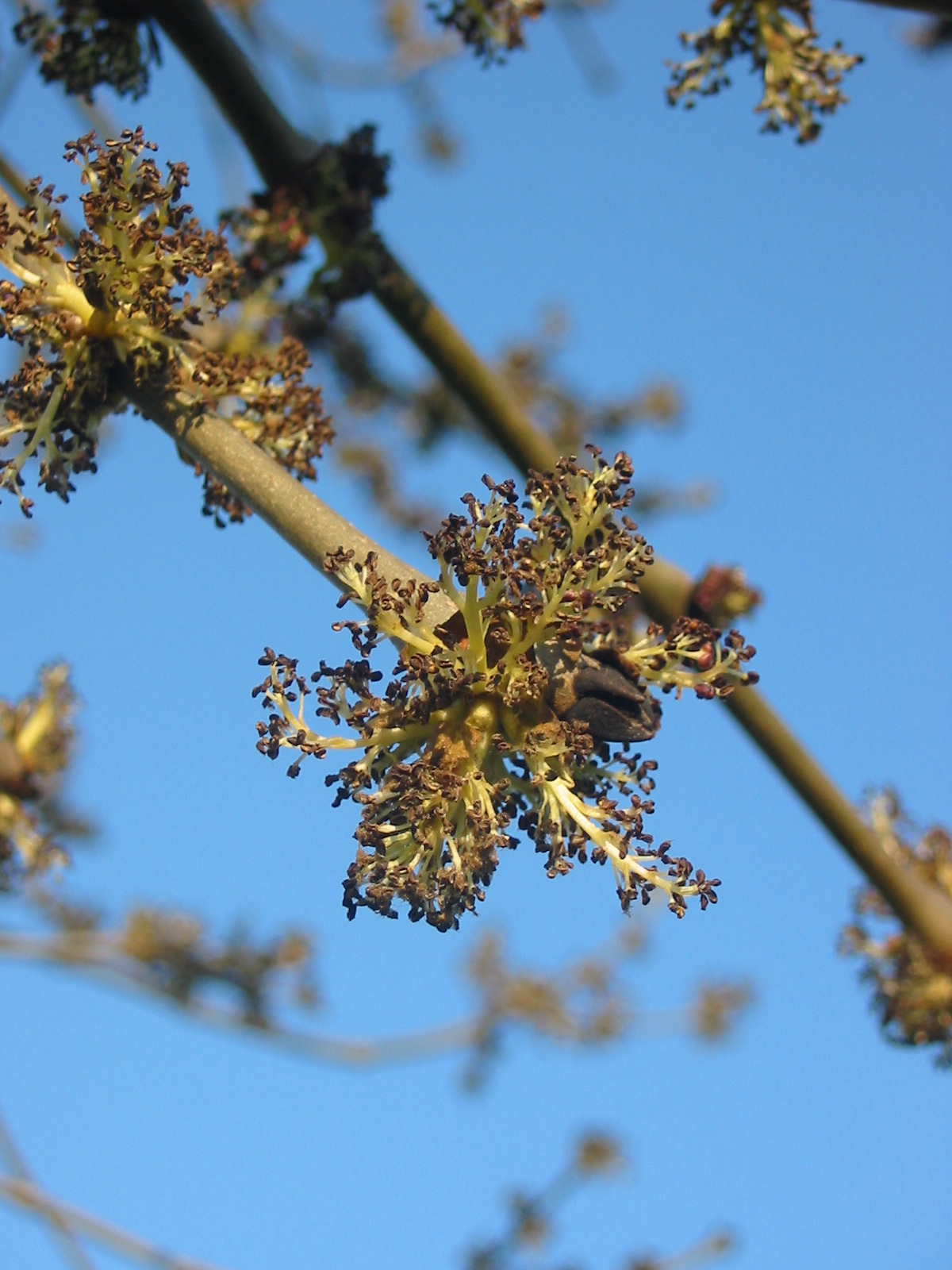
Flores do freixo
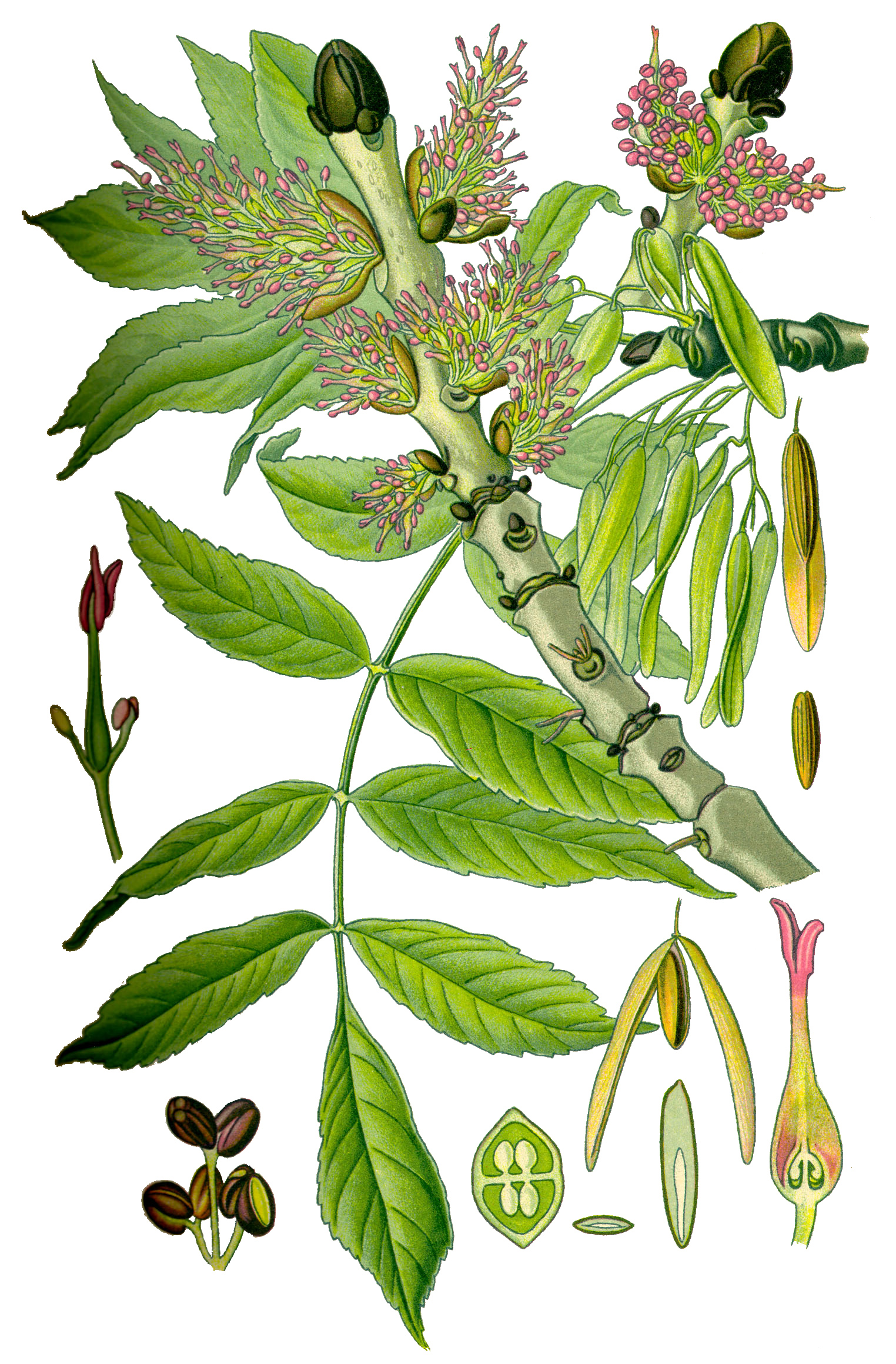
Página de ilustração botânica do freixo no livro 'Flora von Deutschland, Österreich und der Schweiz' de Otto Wilhelm Thomé de 1885
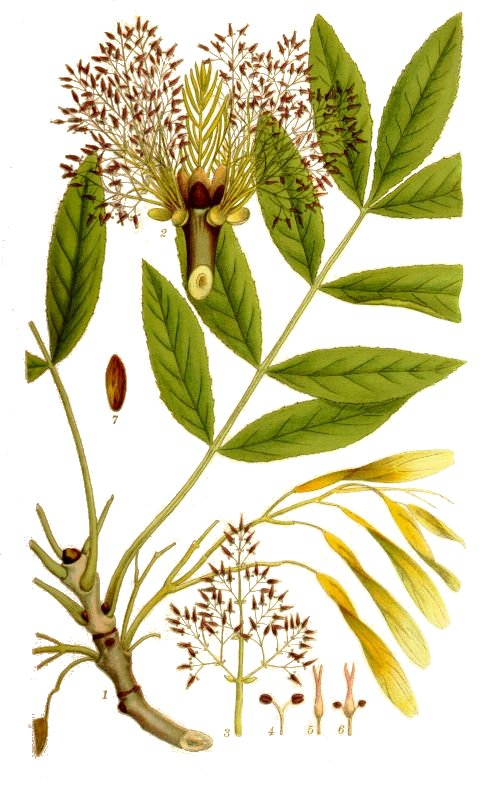
Página de ilustração botânica sobre o freixo no livro 'Bilder ur Nordens Flora' de Carl Axel Magnus Lindman, p. 74. Ask
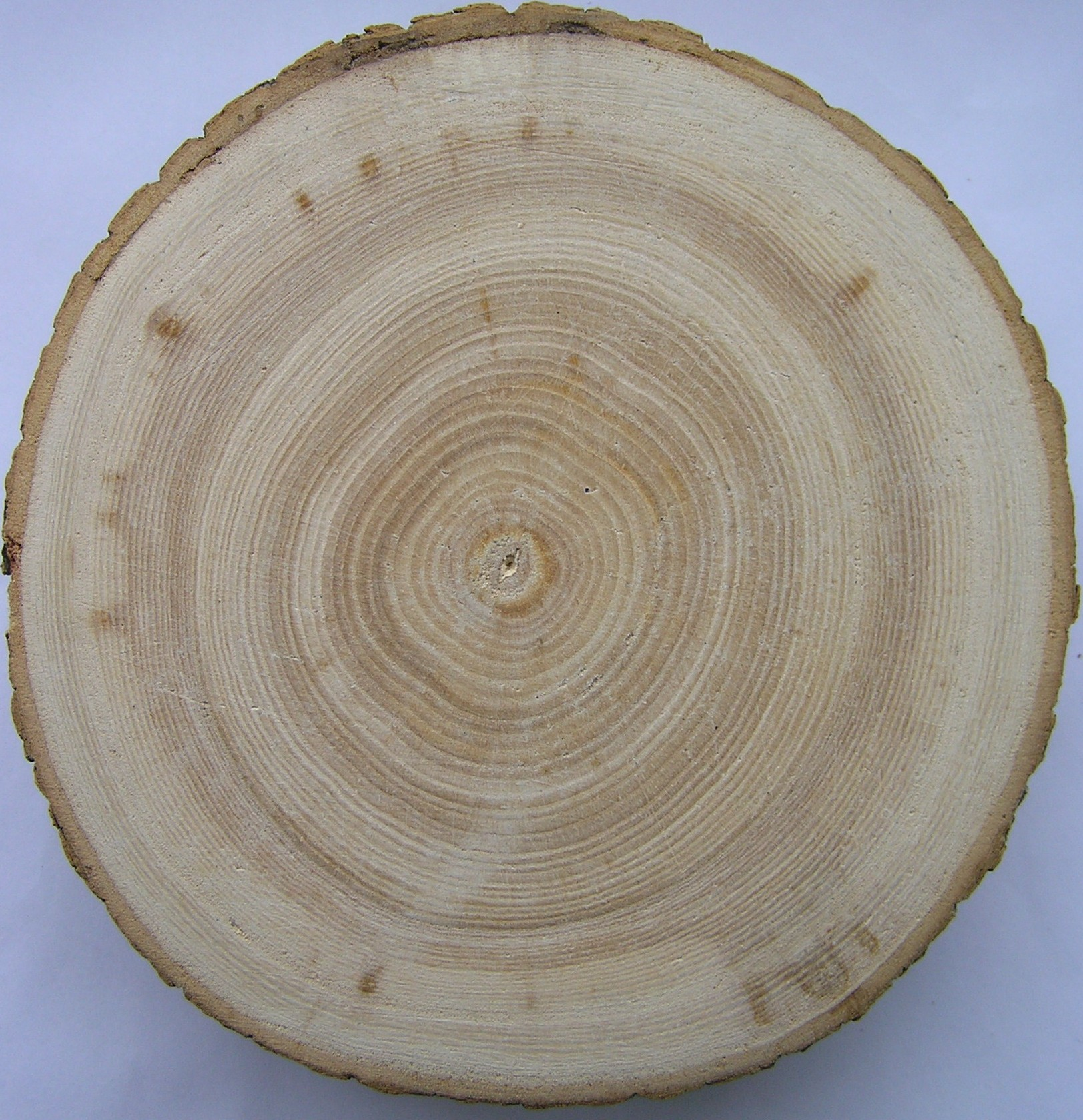
Corte do caule

- Commons
- Wikispecies